# Чжоу Хэн
Чжоу Хэн (кит. 周恒; 20 ноября 1929, Шанхай, Китай — 1 августа 2025, Тяньцзинь, Китай) — китайский физик, специалист в области гидродинамики, профессор Тяньцзиньского университета, академик Китайской академии наук.

## Биография
Чжоу Хэн родился 20 ноября 1929 года в Шанхае, его родовое происхождение — уезд Пучэн, провинция Фуцзянь. Его отец был учителем начальной школы. У Чжоу две старшие сестры. После оккупации Шанхая японскими войсками в 1937 году семья была вынуждена переехать в другие города.
В 1946 году Чжоу поступил в Пэйянский университет (ныне Тяньцзиньский университет), заняв первое место в своём классе. Он специализировался в области гидравлической и океанической инженерии. После окончания университета в 1950 году остался работать в alma mater, где прошёл путь от преподавателя до заведующего кафедрой механики, вице-президента и президента аспирантуры.
В 1981—1982 годах Чжоу был приглашённым научным сотрудником на кафедре математики Имперского колледжа Лондона. В 1985 году он стал приглашённым профессором в Университете Брауна (США).
Чжоу Хэн был членом 8-го и 9-го Национального комитета Народного политического консультативного совета Китая.
Умер в Тяньцзине 1 августа 2025 года в возрасте 95 лет.

## Награды и признание
- 1987 — Государственная премия КНР в области естественных наук (вторая степень)
- 1993 — избран академиком Китайской академии наук